# 용화면
용화면(龍化面)은 대한민국 충청북도 영동군에 있는 면 소재지이다.

## 행정 구역
- 안정리
- 여의리
- 용강리
- 용화리
- 월전리
- 자계리
- 조동리

## 교육
- 용화초등학교